# Entyloma calendulae
Entyloma calendulae är en svampart som först beskrevs av Cornelius Anton Jan Abraham Oudemans, och fick sitt nu gällande namn av de Bary 1874. Entyloma calendulae ingår i släktet Entyloma och familjen Entylomataceae.   Inga underarter finns listade i Catalogue of Life.